# Johrei
Johrei é uma imposição de mãos que, segundo acreditam seus praticantes, é capaz de levar a Luz Purificadora de Deus às pessoas que o recebem e o ministram. Meishu-Sama em seus ensinamentos diz que o Johrei visa a eliminação das máculas (pecados) que estão no espírito das pessoas que praticam, advindas de maus pensamentos, más palavras e más ações, que através dessa purificação permitido pelo Johrei, seriam eliminadas e consequentemente se obteria progressivamente mais saúde, prosperidade e paz. Essa comunicação se dá através da imposição das mãos, pelos membros da Igreja Messiânica Mundial.  A canalização dessa energia espiritual foi idealizada e concretizada por Meishu-Sama, fundador da Igreja Messiânica Mundial. Esta palavra de origem japonesa, é composta dos ideogramas: 浄 "Joh" (purificar) e 霊 "Rei" (espírito). Em síntese, significa "Purificação do espírito". Em essência consiste no ato de purificar o espírito do Homem pela energia espiritual do fogo, segundo os Messiânicos, elemento predominante na Luz de Deus.
Dentre os seguidores de Meishu-Sama, o Johrei é considerado a Luz Divina, emanada de Deus através de Meishu-Sama que é transmitida pelos membros da Igreja com o objetivo de purificar o espírito, através da eliminação das máculas espirituais, que são a causa dos sofrimentos humanos.

## Requisitos
Qualquer pessoa pode ser capacitada a ministrar Johrei, sendo preciso, ser outorgada com a Medalha da Luz Divina. Caso tenha também uma outra religião, pode continuar praticando-a, sem nenhum impedimento. Por esse motivo, existem até mesmo praticantes do Johrei que pertencem também a outras religiões e estão integrando nas suas atividades esta prática. Para ingressar na Igreja Messiânica Mundial tornando-se membro, ou seja, habilitado a ministrar Johrei, são necessários três requisitos: o primeiro é ter o desejo de se tornar Messiânico e receber a Medalha da Luz Divina (Ohikari); o segundo é assistir às Aulas de Primeiras Noções Messiânicas, que são ministradas em vídeos divididos em 5 aulas mais uma aula especial de como ministrar Johrei; o terceiro é materializar sua gratidão a Deus pelo recebimento do Ohikari ofertando um valor em dinheiro o qual os Messiânicos chamam de Donativo de Gratidão. Vale ressaltar que o valor do Donativo oferecido é de livre e espontânea vontade da pessoa que o faz, não sendo forçado, porém, recomenda-se que "faça o máximo dentro de suas condições financeiras no momento". Após cumprir com os três requisitos, a pessoa estará apta a receber o Ohikari. Deve-se, então passar por uma entrevista com o responsável da unidade onde se pertence.

## O Ohikari
A medalha do Ohikari é de formato circular, e usada pendurada no pescoço. O Ohikari deve ser mantido por baixo das roupas por ser de uso pessoal e exclusivo de quem o recebeu. O material do seu cordão é livre: pode ser de silicone, corda, metal ou do que o usuário preferir. Dentro do Ohikari há uma caligrafia de Meishu-Sama com a palavra Hikari (Luz). Acreditando que as palavras tem poder e emitem vibrações assim como as imagens, esta palavra impressionada no papel, emitiria essa Luz de Deus, quando da ministração, e seria canalizada pela imposição das mãos para as outras pessoas..
A cunhagem dos Ohikaris remontam à época em que Meishu-Sama ainda era membro da Igreja Oomoto, ou Oomoto Kyo, e este foi confiado do próprio Mestre Deguchi, então líder do grupo religioso, a produzir tais talismãs.
Os cuidados com o Ohikari devem ser redobrados pois, ao cair no chão este deverá ser reconsagrado antes de utilizado novamente. Não se pode ministrar Johrei sem o Ohikari, pois a caligrafia que há dentro dele é o elo que liga os membros a Meishu-Sama e é o que emite a Luz Divina, segundo a Igreja Messiânica Mundial.

## O Johrei em outras instituições
Igreja Messiânica Mundial (世界救世教 Sekai Kyūsei Kyō em japonês) é uma instituição religiosa fundada em 1 de janeiro de 1935, no Japão, por Mokiti Okada, conhecido pelos Messiânicos como Meishu-Sama (Senhor da Luz) (1882-1955). A Igreja original foi bastante ramificada, existindo mais de 70 grupos ministrantes de Johrei e seguidores da filosofia de Mokiti Okada. Os maiores grupos ainda ligados à Igreja Messiânica original são a Sekai Kyūsei Kyō - IZUNOME, Sekai Kyūsei Kyō - TOHO-NO-HIKARI e Sekai Kyūsei Kyō - SU-NO-HIKARI. Todas essas pertencem à Sekai Kyūsei Kyō e juntas formam a Grande Igreja ou Igreja-Mãe, no caso a própria Sekai Kyūsei Kyō.
No Brasil existem 10 organizações que praticam o Johrei. As mais conhecidas são:
1 - Igreja Messiânica Mundial do Brasil, ligada à Sekai Kyūsei Kyō - IZUNOME;
2 - Templo de Luz do Oriente, fundado em 15 de junho de 1973 pelo Reverendo da Igreja Messiânica Minoru Nakahashi;
3 - Arte do Johrei, fundado em 2005 por Dorgival Santos Silva;
4 - Igreja Mundial do Messias Brasil, fundada em 2018 pelo Rev. Yoshiro Nagae
De modo geral, pode-se dizer que as ramificações independentes da IMMB, algumas são mais tradicionalistas, ou seja, apegadas a aspectos formais de culto praticadas na época de Mokiti Okada, mais apegadas a aspectos religiosos típicos japoneses como o culto de Kannon ou da divindade Miroku Dai Kokuten.

## As Medalhas da Luz Divina
Existem quatro tipos de Medalhas da Luz Divina.
Shoko: do japonês "Pequena Luz", o Shoko é a Medalha outorgadas a crianças de 4 a 11 anos permitindo-lhes ministrar Johrei individual em familiares e crianças da mesma idade ou mais novas;
Ohikari: do japonês "Luz" ou "Luz Divina", o Ohikari é outorgado a qualquer pessoa a partir dos 12 anos de idade e permite ao membro ministrar Johrei individual em qualquer pessoa;
Komyo: do japonês "Grande Luz" ou "Grande Luz Divina" permite as mesmas condições do Ohikari, porém é outorgada a Ministros da Igreja. Acredita-se que a luz emanada do Komyo é mais intensa;
Dai Komyo: do japonês "Luz Muito Grande" é outorgada a Ministros adjuntos e Reverendos da Igreja Messiânica Mundial e permite ministrar Johrei Coletivo.

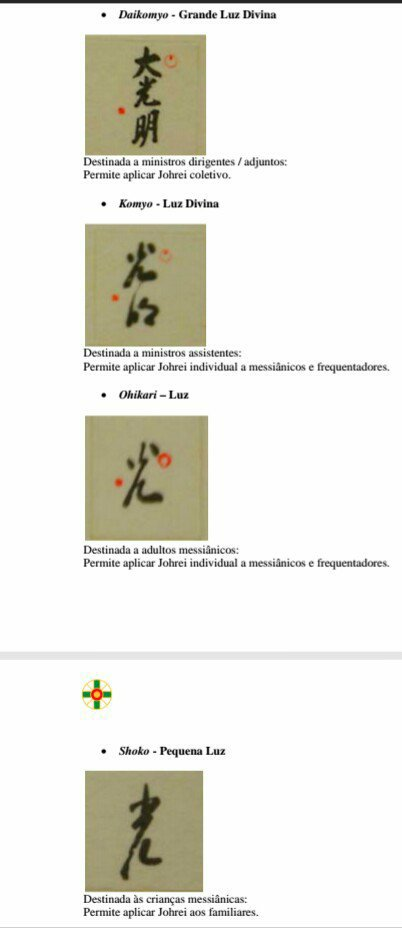
As caligrafias de dentro das Medalhas da Luz Divina. Abaixo de cada caligrafia uma explicação sobre elas.